# Drury (brydż)
Drury to brydżowa konwencja licytacyjna opracowana przez kanadyjskiego ekperta Douglasa Drury. W pierwotnej wersji tej konwencji, po trzecio- lub czwartoręcznym otwarciu 1♥ lub 1♠ (które w tych pozycjach mogą być podlimitowe) odpowiedź 2♣ była sztucznym pytaniem o siłę ręki otwierającego. Odpowiedź 2♦ pokazywała otwarcie podlimitowe, otwarcie 2 w kolor pokazywało minimum normalnego otwarcia, a inne odzywki były forsujące do końcówki.
Niektóre pary poszerzyły użycie tej konwencji także na wejścia 1♥ lub 1 ♠.
Podstawowe odmiany tej konwencji to Odwrotne Drury oraz Podwójne Drury.